# برون كامبل
برون كامبل (بالإنجليزية: Brun Campbell)‏ هو ملحن وعازف بيانو أمريكي، ولد في 26 مارس 1884 في أوبرلين في الولايات المتحدة، وتوفي في 23 نوفمبر 1952 في فينسيا في الولايات المتحدة.

## وصلات خارجية
- برون كامبل على موقع ميوزك برينز (الإنجليزية)
- برون كامبل على موقع ديسكوغز (الإنجليزية)